# Dimethyltellurid
Dimethyltellurid je organická sloučenina se vzorcem (CH3)2Te (zkráceně DMTe).
Dimethyltellurid se stal prvním materiálem použitým pro epitaxní tvorbu krystalů telluridu kademnatého a telluridu kademnato-rtuťnatého pomocí metalorganické epitaxe z plynné fáze.
V roce 1939 byl objeven dimethyltellurid jako produkt mikrobiálního metabolismu. Vytváří jej některé plísně (Penicillium brevicaule a Penicillium chrysogenum) a bakterie (Pseudomonas fluorescens).